# لیتل بارنینگهم
لیتل بارنینگهم (به انگلیسی: Little Barningham) یک محله مدنی و روستا در بریتانیا است که در North Norfolk واقع شده‌است. لیتل بارنینگهم ۵٫۰۵ کیلومتر مربع مساحت و ۱۱۱ نفر جمعیت دارد.